# Final de la Premiership de Nueva Zelanda 2016-17
La final de la Stirling Sports Premiership 2016-17 fue el partido por el cual se definió al campeón de dicha edición de la primera división de Nueva Zelanda. Se disputó el 2 de abril de 2017 en el Estadio North Harbour de Auckland entre Auckland City, que había eliminado en semifinales al Hawke's Bay United; y el Team Wellington, que había derrotado al Waitakere United. El Team Welly ganó el encuentro por 2-1 y se coronó campeón por segunda vez consecutiva.
Fue la tercera vez que ambos equipos se enfrentaron en el partido decisivo. En la temporada 2013-14 el Auckland había ganado 1-0, mientras que en la edición 2015-16 el Team Welly había vencido 4-2. A su vez, fue la décima final, y quinta consecutiva, que jugaron los Navy Blues, que previamente había ganado seis veces y perdido tres. Por el lado de los TeeDubs fue la quinta, habiendo vencido en una ocasión y perdido las restantes tres.

## Resumen
A los 10 minutos de comenzado el cotejo, Andrew Bevin centró al área del Auckland City y Ben Harris, de cabeza, puso en ventaja al Team Wellington. En los momentos siguientes tanto Bevin como Harris estrellaron cada uno un tiro en el travesaño; sin embargo, a medida que avanzaba el partido los Navy Blues comenzaron a dominar. Así fue como a los 27 minutos Emiliano Tade convirtió el empate y sentenció el 1-1 cuando finalizó el primer tiempo. En la segunda mitad, el Auckland controló mayormente la posesión pero las chances más claras fueron para el equipo wellingtoniano. Luego de un centro de Joel Stevens, Harris volvió a aparecer con un cabezazo y anotó el 2-1 a los 51 minutos. Unos momentos después, Eñaut Zubikarai le atajó un mano a mano a Stevens. A partir de ese momento, los TeeDubs se replegaron y contuvieron satisfactoriamente el ataque del Auckland.

## Ficha del partido
| 1     | Guardameta     | Eñaut Zubikarai  |     |
| 9     | Defensa        | Darren White     |     |
| 23    | Defensa        | Marko Dordevic   |     |
| 5     | Defensa        | Ángel Berlanga   |     |
| 13    | Defensa        | Alfie Rogers     | 84' |
| 4     | Centrocampista | Mario Bilen      | 62' |
| 8     | Centrocampista | Albert Riera     |     |
| 6     | Centrocampista | Cameron Howieson |     |
| 20    | Delantero      | Emiliano Tade    |     |
| 11    | Delantero      | Fabrizio Tavano  |     |
| 10    | Delantero      | Ryan de Vries    | 73' |
| D. T. | D. T.          | Ramon Tribulietx |     |

| 1     | Guardameta     | Scott Basalaj     |     |
| 6     | Defensa        | Taylor Schrijvers | 56' |
| 2     | Defensa        | Justin Gulley     |     |
| 5     | Defensa        | Bill Robertson    |     |
| 19    | Centrocampista | Josh Margetts     |     |
| 21    | Centrocampista | Niko Kirwan       | 66' |
| 12    | Centrocampista | Andrew Bevin      |     |
| 7     | Centrocampista | Leonardo Villa    |     |
| 15    | Centrocampista | Joel Stevens      |     |
| 16    | Delantero      | Ben Harris        |     |
| 9     | Delantero      | Tom Jackson       |     |
| D. T. | D. T.          | José Figueira     |     |

| 17 | Delantero      | João Moreira       | 62' |
| 14 | Centrocampista | Clayton Lewis      | 73' |
| 22 | Delantero      | Abdullah Al-Kalisy | 84' |

| 10 | Delantero      | Nathanael Hailemariam | 56' |
| 11 | Centrocampista | Mario Barcia          | 66' |

| Anotado | 27' | Emiliano Tade | 1 - 1 |

| Anotado | 10' | Ben Harris | 0 - 1 |
| Anotado | 51' | Ben Harris | 1 - 2 |

| Amonestado | 16' | Alfie Rogers |

| Amonestado | 15' | Ben Harris |

| Árbitro | Campbell-Kirk Waugh |

| 1     | Guardameta     | Eñaut Zubikarai  |     |
| 9     | Defensa        | Darren White     |     |
| 23    | Defensa        | Marko Dordevic   |     |
| 5     | Defensa        | Ángel Berlanga   |     |
| 13    | Defensa        | Alfie Rogers     | 84' |
| 4     | Centrocampista | Mario Bilen      | 62' |
| 8     | Centrocampista | Albert Riera     |     |
| 6     | Centrocampista | Cameron Howieson |     |
| 20    | Delantero      | Emiliano Tade    |     |
| 11    | Delantero      | Fabrizio Tavano  |     |
| 10    | Delantero      | Ryan de Vries    | 73' |
| D. T. | D. T.          | Ramon Tribulietx |     |

| 1     | Guardameta     | Scott Basalaj     |     |
| 6     | Defensa        | Taylor Schrijvers | 56' |
| 2     | Defensa        | Justin Gulley     |     |
| 5     | Defensa        | Bill Robertson    |     |
| 19    | Centrocampista | Josh Margetts     |     |
| 21    | Centrocampista | Niko Kirwan       | 66' |
| 12    | Centrocampista | Andrew Bevin      |     |
| 7     | Centrocampista | Leonardo Villa    |     |
| 15    | Centrocampista | Joel Stevens      |     |
| 16    | Delantero      | Ben Harris        |     |
| 9     | Delantero      | Tom Jackson       |     |
| D. T. | D. T.          | José Figueira     |     |

| 17 | Delantero      | João Moreira       | 62' |
| 14 | Centrocampista | Clayton Lewis      | 73' |
| 22 | Delantero      | Abdullah Al-Kalisy | 84' |

| 10 | Delantero      | Nathanael Hailemariam | 56' |
| 11 | Centrocampista | Mario Barcia          | 66' |

| Anotado | 27' | Emiliano Tade | 1 - 1 |

| Anotado | 10' | Ben Harris | 0 - 1 |
| Anotado | 51' | Ben Harris | 1 - 2 |

| Amonestado | 16' | Alfie Rogers |

| Amonestado | 15' | Ben Harris |

| Árbitro | Campbell-Kirk Waugh |

| Bandera de Nueva Zelanda            |
| Campeón Team Wellington 2.do título |